# ビス(ベンゼン)クロム
ビス(ベンゼン)クロム（Bis(benzene)chromium）は、化学式 Cr(η6-C6H6)2 の化合物である。しばしばジベンゼンクロム（dibenzenechromium）とも呼ばれる。この化合物は有機金属化学におけるサンドイッチ化合物（sandwich compounds）の歴史的発展に関して大きな役割を持つ。また、2つのアレーン配位子をもつ典型的な錯体である。

## 合成
ビス(ベンゼン)クロムは、塩化アルミニウム存在下で塩化クロム(III)とアルミニウムとベンゼンとを反応させる方法でハフナーとフィッシャーによって初めて1956年に合成された。いわゆる還元的フリーデル・クラフツ反応と呼ばれるこの反応はエルンスト・オットー・フィッシャーとその生徒によって開拓された。反応の生成物は黄色の[Cr(C6H6)2]+で、これを還元させると中性の錯体となる。理想的な化学反応式は次の通りである。
{\displaystyle {\ce {CrCl3\ + {\frac {2}{3}}Al\ + {\frac {1}{3}}AlCl3\ + 2 C6H6 ->\ [Cr(C6H6)2]AlCl4\ + {\frac {2}{3}}AlCl3}}}
{\displaystyle {\ce {[Cr(C6H6)2]AlCl4\ + {\frac {1}{2}}Na2S2O4 ->\ [Cr(C6H6)2]\ + NaAlCl4\ + SO2}}}
厳密には[Cr(C6H6)2]+に関連する化合物は、数年前にフィッシャーとフランツ・ヘインによって臭化フェニルマグネシウムと塩化クロム(III)の反応で合成されていた。ヘインの反応はビフェニル、テルフェニルを含むカチオン性サンドイッチ化合物を与えたが、これはハフナーとフィッシャーが研究を発展させるまで化学者達を混乱させた。フィッシャーとスースはまもなくヘインの[Cr(C6H5-C6H5)2]+を合成した。これは早々に研究され、また、同じくモリブデン(0)錯体で表現したものがChemische Berichteで出版された。

## 反応
この化合物はカルボン酸と反応してカルボン酸クロム(II)を与える。例えば、酢酸との反応で得られる酢酸クロム(II)は興味深い分子構造を持つ。
この化合物は空気と敏感に反応するため窒素ガスやアルゴン下で反応を行う。